# اندرو دیویس (بازیکن فوتبال)
اندرو دیویس (انگلیسی: Andrew Davies؛ زادهٔ ۱۷ دسامبر ۱۹۸۴) یک بازیکن فوتبال است.